# DSI Games
Destination Software Inc., más conocida como DSI Games, fue una  distribuidora y desarrolladora de videojuegos estadounidense. Con sede en Moorestown, Nueva Jersey, DSI es más conocida por publicar el videojuego SNOOD. DSI publicó títulos para Nintendo DS, Wii, Game Boy Advance y PlayStation 2. 

En 2001, la empresa tenía un acuerdo con Digital Worldwide para publicar sus títulos fuera de Europa. En años anteriores, la empresa tenía contratos con desarrolladores como  Take-Two Interactive Software, Electronic Arts, y Namco  para publicar su biblioteca de títulos en  Game Boy Advance.

En  2007, Destination Software se convirtió en la rama norteamericana de Zoo Games  después de ser adquirido por GreenScreen Interactive Software (junto con Zoo Digital Publishing) y cambió su nombre a Zoo Publishing, Inc. La empresa dejó de producir títulos con su anterior nombre, Destination Software. Entre 2008 y 2011, Zoo Publishing lanzó alrededor de 60 juegos. En 2013, todas las empresas indiePub y Zoo cerraron.